# Filippo Giustini
Filippo Giustini (Cineto Romano, 8 mei 1852 - Rome 17 maart 1920) was een Italiaans geestelijke en kardinaal van de Rooms-Katholieke Kerk.
Giustini, zoon van Andrea Giustini en Doretea Caponetti, bezocht het kleinseminarie van de benedictijnen in Subiaco en vervolgens het grootseminarie van de jezuïeten in Tivoli. Hij werd op 23 december 1876 priester gewijd voor het bisdom Tivoli. Hierna zette hij zijn studies voort in Rome. Eerst aan het Pius Seminarie en vervolgens aan het Pauselijk Romeins Athenaeum San Apollinare, waar hij in 1880 promoveerde. Hij zou zelf jarenlang als docent verbonden zijn aan dit Pauselijk Athenaeum. In 1886 benoemde paus Leo XIII hem tot pauselijk kamerheer en in 1892 tot pauselijk huisprelaat. Inmiddels was Giustini als raadsman of adviseur aangesteld bij verschillende dicasteriën. In 1908 zou paus Pius X hem benoemen tot secretaris van de H. Congregatie voor de Regeling der Sacramenten.
Tijdens het consistorie van 25 mei 1914 creëerde paus Pius X hem kardinaal. De Sant'Angelo in Pescheria werd zijn titeldiakonie. Kardinaal Giustini nam deel aan het conclaaf van 1914 dat leidde tot de verkiezing van paus Benedictus XV. Deze laatste benoemde Giustini tot prefect van de Sacramentscongregatie.
De kardinaal overleed in 1920 aan de gevolgen van een longziekte. Hij werd opgebaard in de kerk van Santa Maria Nuova, waar ook de uitvaart plaatsvond. Zijn lichaam werd bijgezet in de crypte van de H. Congregatie tot Voortplanting des Geloofs op Campo Verano.
- Gemeinsame Normdatei: 1015211976
- International Standard Name Identifier: 0000 0000 5134 535X
- Library of Congress Control Number: no2007092204
- Istituto Centrale per il Catalogo Unico: UM1V022034
- Virtual International Authority File: 88719345
- WorldCat: E39PBJxH3RrwDtCTrKYXrbXKh3